# Ismail Al-Ajmi
Ismail Al-Ajmi, de son nom complet Ismail Sulaiman Ashoor Al-Ajmi (arabe : إسماعيل سليمان العجمي), est un footballeur omanais, né le 9 juin 1984 à Mascate en Oman.

## Palmarès

### En club
- Mascate Club :
  - Vainqueur de la Supercoupe d'Oman en 2005

- Umm-Salal :
  - Vainqueur de la Coupe du Qatar en 2008

- Al-Kuwait :
  - Vainqueur de la Coupe de l'AFC en 2009
  - Vainqueur de la Coupe du Koweït en 2009
  - Vainqueur de la Supercoupe du Koweït en 2010

### En sélection nationale
- Vainqueur de la Coupe du Golfe en 2009
- Finaliste de la Coupe du Golfe en 2004 et 2007